# Китайгородська сільська рада (Томаківський район)
| Китайгородська сільська рада — колишній орган місцевого самоврядування у Томаківському районі Дніпропетровської області з адміністративним центром у с. Китайгородка. Сільській раді були підпорядковані населені пункти: - с. Китайгородка - с. Зелений Клин |

## Склад ради
Рада складалася з 14 депутатів та голови.

## Керівний склад сільської ради
| ПІБ                             | Основні відомості                                                         | Дата обрання | Дата звільнення |
| ------------------------------- | ------------------------------------------------------------------------- | ------------ | --------------- |
| Опалатенко Тетяна Володимирівна | Сільський голова, 1958 року народження, освіта, член народної партії      | 26.03.2006   | 31.10.2010      |
| Опалатенко Тетяна Володимирівна | Сільський голова, 1958 року народження, освіта вища, член Партії регіонів | 31.10.2010   | 17.11.2015      |
| Баглай Наталя Михайлівна        | Сільський голова, 1982 року народження, освіта вища, позапартійна         | 17.11.2015   |                 |

Примітка: таблиця складена за даними джерела